# EE RFN
Locomotiva diesel-elétrica produzida em 1953 pela English Electric (EE) para a Rede Ferroviária do Nordeste (RFN), que buscava substituir antigas e onerosas locomotivas a vapor. Foram encomendas treze locomotivas, que entraram em operação em 1954.
A RFN foi a sucessora da companhia britânica Great Western Railway of Brazil, responsável pela operação ferroviária em Pernambuco, Paraíba, Rio Grande do Norte e Alagoas.
Foram adquiridas para fazer a rota Central do Nordeste, do Recife a Afogados da Ingazeira, 403 km, e na rota Sul, para Maceió, 347 km. 
Foi especificada uma locomotiva com truques A1A-A1A, com peso máximo de 12 t por eixo, para uso em linhas de trilhos leves e pontes com baixa capacidade de suporte. A inclinação máxima desses trechos era de 2,5%, com raio de curvas mínimo de 80 metros. Foi especificado pela RFN que as locomotivas iriam fazer viagem de ida e volta em ambas as linhas sem necessidade de reabastecimento. Para manutenção foi construído junto à Estação de Edgar Werneck, no bairro de Areias, na cidade do Recife, um depósito de locomotivas e uma oficina de reparos de mecânica diesel.
Foi proposta pela English Electric (EE) uma locomotiva com peso total de 73 toneladas (abastecida), das quais 49 eram disponíveis para peso aderente, equipadas com motores e equipamentos de transmissão EE e partes mecânicas construídas pela Vulcan Foundry, em Newton-le-Willows, Reino Unido. 
Vieram equipadas com um motor diesel modelo EE 8SRKT de 1.000 hp brutos. Entretanto, para aumentar sua confiabilidade, em razão do calor e da umidade do Nordeste, estes tiveram sua potência rebaixada para 874 hp, a 850 rpm. Os motores eram superalimentados por dois superalimentadores (turbos), um para cada quatro cilindros, movido pelos gases de exaustão. Tinham dois ventiladores para os motores de tração, sendo um ventilador por truque. 
As locomotivas a vapor demoravam quase 14 horas para percorrer ambas as rotas, sendo esperado que as novas locomotivas diesel-elétricas reduzissem drasticamente esse tempo e ainda aumentassem a lotação máxima das composições. 
Dispunham de um visual inglês bastante diferenciado das demais locomotivas diesel, de origem americana e alemã, que já haviam chegado ao território nacional.
Foram baixadas na década de 80, sendo substituídas por locomotivas ALCo RSD-8 e RS-8, que haviam chegado à RFN no final dos anos cinquenta.

## Curiosidades
- Possuíam comandos duplos, para ambos os lados da cabine, permitindo o retorno do trem sem a necessidade de se girar a locomotiva.
- Sua pintura era similar às locomotivas vendidas em 1957 para a ferrovia argentina Ferrocarril de la Provincia de Buenos Aires (Argentina), sendo o azul predominante na locomotiva da RFN substituído pelo verde na ferrovia argentina. O apelido das máquinas argentinas era Pampas Crickets ou Las Inglesitas.
- Encontra-se preservada estática no Recife a locomotiva nº 710 nas cores originais da RFN.